# Stazione di Shisui
La stazione di Shisui (酒々井駅?, Shisui-eki) è una stazione ferroviaria situata nella cittadina di Shisui, nella prefettura di Chiba, in Giappone. La stazione è servita dalla linea Narita della JR East.

## Linee e servizi
East Japan Railway Company
■ Linea Narita

## Struttura
La stazione è dotata di due marciapiedi laterali con due binari passanti in superficie, ed è inoltre presente una biglietteria presenziata.
| 1 | ■ Linea Narita | per Narita, Narita Aeroporto, Sawara, Omigawa, Sasagawa e Chōshi |
| 2 | ■ Linea Narita | per Sakura, Chiba e Tokyo                                        |

## Stazioni adiacenti
| «            | Servizio                                      | »            |
| Linea Narita | Linea Narita                                  | Linea Narita |
| ------------ | --------------------------------------------- | ------------ |
| Sakura       | Locale Rapido Airport Narita Rapido pendolari | Narita       |